# تبارشاخه‌زایی

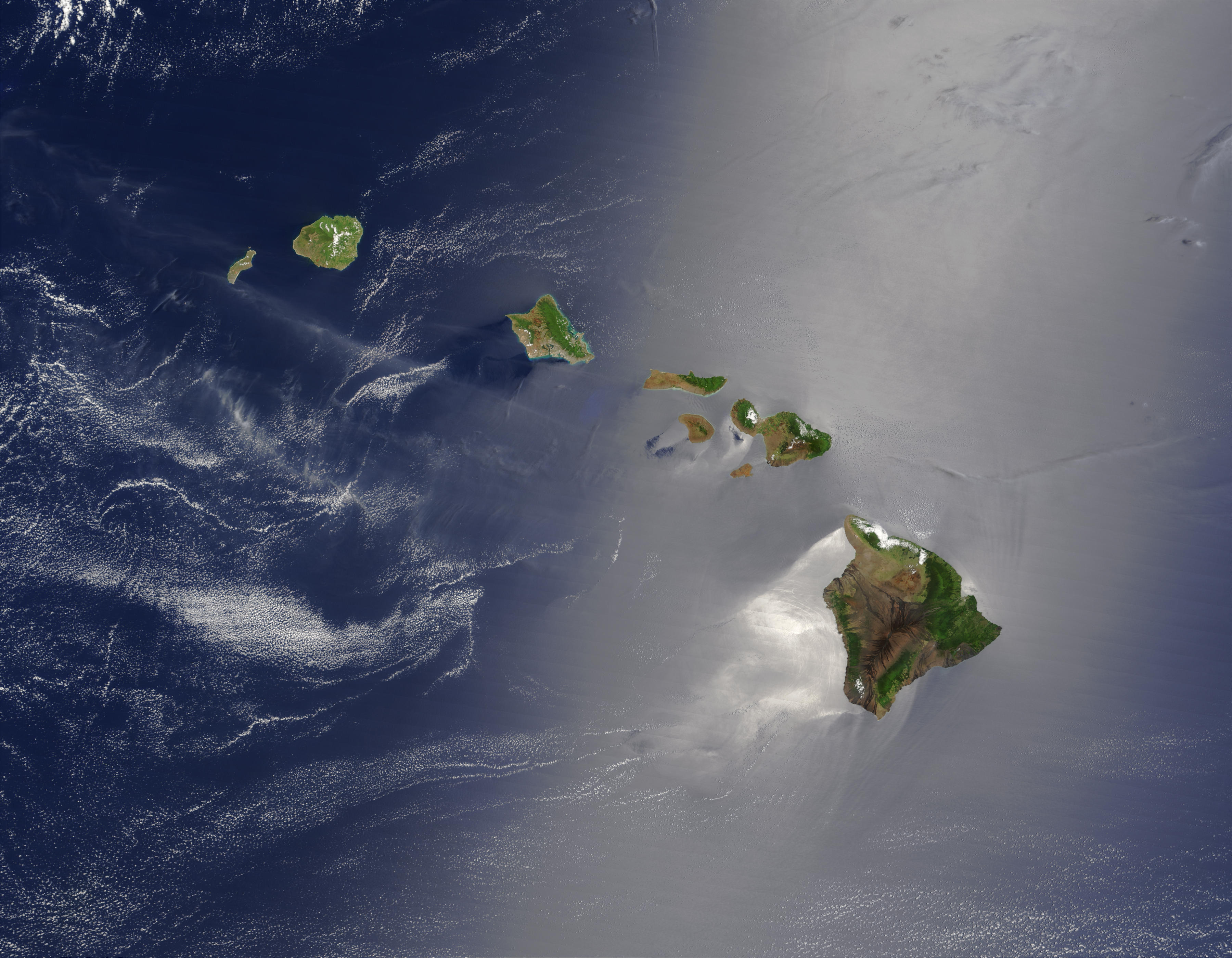
نمونه‌ای از تبارشاخه‌زایی cladogenesis امروزی مجمع الجزایر هاوایی است که جانداران سرگردان از طریق جریان‌های اقیانوسی و بادها به آن سوی اقیانوس رفتند. بسیاری از گونه‌های موجود در جزایر به دلیل واگرایی فرگشتی در هیچ جای دیگر روی زمین یافت نمی‌شوند.

تبارشاخه‌زایی (به انگلیسی: Cladogenesis) یک تقسیم فرگشتی یک گونه والد به دو گونه جداگانه است که یک تبارشاخه را تشکیل می‌دهد.
این رویداد معمولاً زمانی رخ می‌دهد که تعداد کمی از جانداران به گونه‌زای ناهمجا و اغلب دوردست ختم می‌شوند یا زمانی که تغییرهای محیطی سبب انقراض چندین نفر می‌شود، که جایگاه‌های بوم‌شناختی را برای بازماندگان باز می‌کند و سبب ایجاد گلوگاه‌های جمعیتی می‌شود و اثر بنیان‌گذار تغییر فراوانی آللی در جمعیت‌های واگرا در مقایسه با جمعیت نیاکان آنهاست. رویدادهایی که سبب جدا شدن این گونه‌ها از یکدیگر در مناطق دوردست می‌شوند ممکن است همچنان به هر دو گونه اجازه دهد تا شانس مساوی برای بقا، تولیدمثل و حتی فرگشت برای سازگاری بهتر با محیط خود داشته باشند، در حالی که به دلیل انتخاب طبیعی بعدی، جهش و رانش ژنتیکی همچنان دو گونه مجزا هستند.
تبارشاخه‌زایی برخلاف آناژنز است که در آن گونه‌های نیاکانی به تدریج تغییرها را انباشته می‌کنند، و در نهایت، وقتی به اندازه کافی انباشته شد، گونه به اندازه کافی متمایز و متفاوت از شکل آغازین خود است که می‌توان آن را به عنوان یک شکل جدید - یک گونه جدید برچسب‌گذاری کرد. توجه داشته باشید که با آناژنز، دودمان در درخت تبارزایی از هم جدا نمی‌شود.
برای تعیین اینکه یک رویداد گونه‌زایی تبارشاخه است یا آناژنز، محققان ممکن است از شبیه‌سازی، شواهدی از فسیل‌ها، شواهد مولکولی از DNA گونه‌های زنده مختلف یا مدل‌سازی استفاده کنند. با این حال بحث شده‌است که آیا تمایز بین تبارشاخه و آناژنز اصلاً در نظریه تکامل ضروری است یا خیر.